# Libysche Rennratte
Die Libysche Rennratte (Meriones libycus) ist eine Nagetierart aus der Gattung der Rennratten (Meriones) innerhalb der Rennmäuse (Gerbillinae). Sie ist in Wüsten- und Halbwüstengebieten von Nordafrika über weite Teile Vorderasiens und Zentralasiens bis in die westliche Volksrepublik China verbreitet.

## Merkmale
Die Libysche Rennratte erreicht eine Kopf-Rumpf-Länge von 10,0 bis 18,0 Zentimetern mit einem Schwanz von 10,8 bis 18,0 Zentimetern Länge bei einem Gewicht von 56 bis 155 Gramm. Die Hinterfußlänge beträgt etwa 31 bis 38 Millimeter, die Ohrlänge etwa 11 bis 22 Millimeter. Es handelt sich entsprechend um eine mittelgroße Art der Gattung mit einem langen Schwanz, der in seiner Länge etwa der Kopf-Rumpf-Länge entspricht. Das Rückenfell ist graubraun bis blass sandfarben-grau, das Bauchfell ist weiß mit an der Basis grauen, an den Spitzen weißen Haaren. Rücken- und Bauchfell sind durch eine schmale orangefarbene Linie getrennt. Die Ohren sind nicht pigmentiert und mit wenigen dünnen weißen Haaren besetzt, dahinter befindet sich ein kleiner weißer Fleck. Die Vorder- und Hinterbeine sind weiß, die Sohlen sind nur teilweise behaart und besitzen mehrere nackte Stellen. Die Hinterfüße besitzen dunkle Krallen. Der Schwanz besitzt eine rötlichbraune Basis und ist einfarbig blassbraun gefärbt, das hintere Drittel ist haselnussbraun bis schwarz und besitzt eine auffällige Schwanzquaste.
Der Schädel hat eine Gesamtlänge von 36 bis 42 Millimeter. Er ist etwas größer als der der Mittagsmaus, die Stirn und Zwischenaugenregion ist breit ausgebildet. Die Vorderseite des Gehörgangs ist vergrößert und geht in eine vergrößerte Paukenblase mit einer Länge von 33 bis 35 % der Gesamtlänge des Schädels über. Ein Überaugenwulst ist deutlich ausgebildet und reicht auf die Schädelseiten. Die oberen Nagezähne besitzen jeweils eine leichte Furche. Das Genom besteht aus einem diploiden Chromosomensatz von 2n = 44 (FN=74) Chromosomen.

## Verbreitung
Die Libysche Rennratte ist in Wüsten- und Halbwüstengebieten von Nordafrika von Marokko bis Ägypten sowie über die Arabische Halbinsel und weite Teile Vorderasiens und Zentralasiens bis in die westliche Volksrepublik China verbreitet. In Nordafrika reicht das Verbreitungsgebiet von der marokkanischen Atlantikküste und dem Nordrand des Atlas über die nördlichen Regionen von Tunesien und Algerien sowie den größten Teil von Libyen bis in den Norden von Ägypten.

## Lebensweise
Die Libysche Rennratte lebt in trockenen Wüstengebieten, vor allem in Regionen mit stabilen Sanddünen. Die Tiere sind überwiegend tagaktiv, können jedoch auch nachts angetroffen werden. Sie ernähren sich herbivor hauptsächlich von Samen. Wie andere Rennratten sind die Tiere sehr sozial und legen unterirdische Baue an. In Asien nutzen sie zudem die Baue der Großen Rennmaus (Rhombomys opimus). Die eigenen Baue sind weniger komplex als die der Großen Rennmaus, jedoch häufig komplexer gebaut als die anderer Rennmäuse. Ein typisches Territorium ist durch 10 bis 60 Eingangslöcher gekennzeichnet. Die Baue bestehen aus zwei Ebenen mit einer oberen Ebene, die vor allem für die Lagerung von bis zu 10 Kilogramm Nahrung pro Bau genutzt wird, sowie einer bis zu 1,5 Meter tiefen Ebene, in der die Nestkammern liegen. Die Baue werden von mehreren Individuen bewohnt, im Winter können sich bis zu 25 oder 30 Tiere in einem gemeinsamen Bau zur Überwinterung versammeln.
Die Libysche Rennratte ist während des gesamten Jahres fortpflanzungsfähig, der Höhepunkt der sexuellen Aktivität liegt jedoch in den Sommermonaten. Die Weibchen bekommen pro Jahr mehrere Würfe mit durchschnittlich fünf bis sechs Jungtieren.

## Systematik
Die Libysche Rennratte wird als eigenständige Art innerhalb der Rennratten (Meriones) eingeordnet, die aus etwa 20 Arten besteht. Die wissenschaftliche Erstbeschreibung stammt von dem deutschen Zoologen Martin Hinrich Lichtenstein, der die Art 1823 anhand von Individuen aus der „libischen Wüste“ beschrieb. Die Terra typica wurde später jedoch als Ägypten, nahe Alexandria, interpretiert.

## Status, Bedrohung und Schutz
Die Libysche Rennratte wird von der International Union for Conservation of Nature and Natural Resources (IUCN) als nicht gefährdet (least concern) eingeordnet. Begründet wird dies mit dem sehr großen Verbreitungsgebiet und dem generell häufigen Vorkommen der Art. Potenzielle Gefährdungen sind für die Art nicht bekannt, in Teilen des Verbreitungsgebietes wird sie als Schädling betrachtet.

## Belege
1. 1 2 3 4 5 6 7 8 9  Darrin Lunde, Andrew T. Smith: Libyan Gerbil. In: Andrew T. Smith, Yan Xie: A Guide to the Mammals of China. Princeton University Press, Princeton NJ 2008, ISBN 978-0-691-09984-2, S. 249–250.
2. 1 2 3 4 5 6 7  E. Fichet-Calvet: Meriones libycus, Libyan Jird. In: Jonathan Kingdon, David Happold, Michael Hoffmann, Thomas Butynski, Meredith Happold und Jan Kalina (Hrsg.): Mammals of Africa Volume III. Rodents, Hares and Rabbits. Bloomsbury, London 2013, S. 336–338; ISBN 978-1-4081-2253-2.
3. 1 2 3  Meriones libycus in der Roten Liste gefährdeter Arten der IUCN 2017-3. Eingestellt von: L. Granjo, 2008. Abgerufen am 31. Dezember 2017.
4. ↑  Meriones (Pallasiomys) libycus. In: Don E. Wilson, DeeAnn M. Reeder (Hrsg.): Mammal Species of the World. A taxonomic and geographic Reference. 2 Bände. 3. Auflage. Johns Hopkins University Press, Baltimore MD 2005, ISBN 0-8018-8221-4.